# Epilampra heydeniana
Epilampra heydeniana är en kackerlacksart som beskrevs av Henri Saussure 1864. Epilampra heydeniana ingår i släktet Epilampra och familjen jättekackerlackor. Inga underarter finns listade i Catalogue of Life.